# Bolitophila nigrolineata
Bolitophila nigrolineata är en tvåvingeart som beskrevs av Landrock 1912. Bolitophila nigrolineata ingår i släktet Bolitophila och familjen smalbensmyggor. Arten är reproducerande i Sverige. Inga underarter finns listade i Catalogue of Life.